# 오세아나 (가수)
오세아나 말만(독일어: Oceana Mahlmann, 1982년 1월 23일 베델 ~ )은 예명인 오세아나(Oceana)로 알려져 있는 독일의 가수이다.
오트쿠튀르 의상 디자이너로 일하고 있던 독일인 어머니와 디스크 자키로 일하고 있던 마르티니크 출신의 아버지 사이에서 태어났다. 그의 음악은 소울, 레게, 힙합, 펑크에 기반을 두고 있다. 대표곡으로 폴란드, 우크라이나에서 공동 개최한 UEFA 유로 2012의 공식 주제가인 《Endless Summer》 등이 있다.

## 음반

### 정규 음반
- 《Love Supply》 (2009년)
- 《My House》 (2012년)

### 싱글
- 《Cry Cry》 (2009년)
- 《Pussycat on a Leash》 (2009년)
- 《La La》 (2010년)
- 《Endless Summer》 (2012년)
- 《Put Your Gun Down》 (2012년)
- 《Say Sorry》 (2012년)
- 《Thank You》 (2014년)
- 《Everybody》 (2014년)
- 《MVP (Feat. Crazy Hype)》 (2016년)
- 《Brace (Feat. Crazy Hype)》 (2016년)
- 《Can't Stop Thinking About You》 (2017년)